# Haplodrassus deserticola
Espèce
Haplodrassus deserticola est une espèce d'araignées aranéomorphes de la famille des Gnaphosidae.

## Distribution
Cette espèce est endémique de Fuerteventura aux îles Canaries,.

## Publication originale
- Schmidt & Krause, 1996 : Weitere Spinnenfunde von den Kanarischen Inseln, hauptsächlich von Fuerteventura und Lobos (Arachnida: Araneae). Faunistische Abhandlungen, Staatliches Museum für Tierkunde Dresden, vol. 20, p. 259-273.